# Matthias Zschokke
Matthias Zschokke (ur. 1954 r. w Bernie) – szwajcarski aktor, pisarz i reżyser filmowy. 

## Życiorys
Urodził się w 1954 r. w Bernie, ale dorastał w kantonie Argowia. Od 1974 przez trzy lata uczęszczał do szkoły teatralnej w Zurychu. Karierę zaczął jako aktor w teatrze w Bochum, gdzie grał u Petera Zadka. Od 1980 r. mieszka w Berlinie. Na początku lat 1980. XX w. zajął się pisaniem i za swój debiut Max otrzymał w 1981 r. Nagrodę Miasta Biel i Kantonu Berno. W tym samym roku został mu przyznana Nagroda im. Roberta Walsera.  
Oprócz pisania powieści, pisał sztuki teatralne i reżyserował filmy, które także spotykały się z pozytywnym przyjęciem. W 1986 r. otrzymał nagrodę Niemieckiej Krytyki Filmowej za film Edvige Scimitt, a w 1989 r. nagrodę Kantonu Bern za Film Der wilde Mann. Za kolejne powieści i sztuki teatralne otrzymał również nagrody im. Hansa Ericha Nossaka, im. Gerharta Hauptmanna (1992) oraz im. Welti’ego. 
Wyróżniono go także Szwajcarską Nagrodę Literacką oraz Wielką Nagrodą Literacką Miasta i Kantonu Bern za powieść Der Mann mit den zwei Augen oraz Nagrodą Szwajcarskiej Fundacji Schillera za tom opowiadań Ein nuer Nachbar, a także Nagrodą Literacką Miasta Solury za powieść Maurice mit Huhn. Otrzymał również w 2009 r. Prix Femina Étranger za powieść Maurice mit Huhn, co czyni go jedynym autorem niemieckojęzycznym, który zdobył to wyróżnienie. 
Wydany 2011 r. tom Lieber Niels stanowi zbiór ok. 1500 emaili, które wysyłał od 2002 do 2009 r. do kolońskiego wydawcy Nielsa Höpfnera. 
Przez krytyków chwalony za dystans wobec gatunków i konwencji, przewrotność i humor, a także wnikliwość i umiejętność przetwarzania banału w literaturę. 
Powieść Maurice z kurą została jego pierwszą książką przetłumaczoną na język polski.